# Världsmästerskapen i friidrott 1976

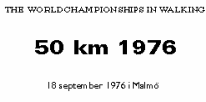

Världsmästerskapen i friidrott 1976 var det första världsomspännande friidrottsmästerskap som arrangerades av Internationella Friidrottsförbundet (IAAF). Det avhölls den 18 september 1976 i Malmö och omfattade endast grenen 50 km gång. Loppet hade start och mål på Malmö Stadion och försiggick i övrigt på Malmös gator.
Anledningen till att denna tävling anordnades var att Internationella Olympiska Kommittén strukit grenen 50 km gång från det olympiska programmet inför OS 1976 i Montreal (de Olympiska Spelen fungerade också som officiella världsmästerskap fram till och med 1980) och IAAF ville behålla världsmästerskapstiteln, eftersom 50 km gång varit med sedan Los Angeles 1932. 

## Resultat

### 50 km gång, herrar
Datum: 18 september
| Plats | Deltagare           | Nation        | Tid (t:m:s) |
| ----- | ------------------- | ------------- | ----------- |
| 1     | Veniamin Soldatenko | Sovjetunionen | 3:54:40     |
| 2     | Enrique Vera        | Mexiko        | 3:58:14     |
| 3     | Reima Salonen       | Finland       | 3:58:53     |
| 4     | Domingo Colin       | Mexiko        | 4:00:34     |
| 5     | Matthias Kröl       | Östtyskland   | 4:00:58     |
| 6     | Jewgeni Ljungin     | Sovjetunionen | 4:04:36     |
| 7     | Paolo Grecucci      | Italien       | 4:04:59     |
| 8     | Ralf Knütter        | Östtyskland   | 4:05:41     |